# Arsen Mikaelian
Arsen Mikaelian (Արսէն Միքայէլեան, en Armenio), oriundo de la región armenia de Karabagh,fue un activista político armenio miembro de la Federación Revolucionaria Armenia- Հայ Յեղափոխական Դաշնակցութիւն, y fundador de Unión Juventud Armenia (1941) en Sudamérica.

## Inicio de su actividad política
Mikaelian inició sus estudios primarios en la ciudad armenia de Shushí, y sus estudios superiores en el Liceo Kevorkian de San Echmiadzin.
Ingresa a la Federación Revolucionaria Armenia tempranamente, siendo su primer destino partidario Bakú. Coincidiendo con sus últimos años de estudiante de Derecho, es invitado a actuar en la comunidad armenia de los Estados Unidos. Antes de partir, estudia, junto a otros compañeros, la situación de los armenios de Mush y Garín (Erzerum), bajo la dominación turca.
Es apresado por la policía turca, y luego liberado, pasando a Constantinopla, donde se entrevista con su maestro Jayag, Zartarian , Siamanto y otros líderes de la Federación Revolucionaria Armenia.
En 1919, tras la declaración de la independencia de la República de Armenia (1918), es electo diputado del Parlamento en 1919, cumpliendo diversas misiones en la región natal de Karabagh.

## Actividad en Estados Unidos
En 1921, tras la sovietización de Armenia, Mikaelian se traslada a los Estados Unidos donde dirige el diario Asbarez y colabora con el periódico Hairenik.

## Actividad en América del Sur
Tras una escala en San Pablo, donde tiene fructíferas relaciones con la comunidad y la juventud armenias, se instala en Argentina, hasta su temprana muerte.
El 22 de octubre de 1940 arriba a Buenos Aires en la motonave "Brasil". Su primer contacto público lo tiene cinco días después un domingo por la tarde, en el salón Centro Armenio.
Es presentado por Hagop Baraghian como "nuevo intelectual que viene a servir no sólo a su organización, sino a toda la colectividad!".
En su primera alocución, de una hora y media, Mikaelian reseñó los hechos políticos que protagonizó la armenidad entre 1914 y 1921, continuando con un análisis de las implicancias para Armenia de la Segunda Guerra Mundial. En ese sentido, recomendó enfrentar las dificultades con la colectividad unida, obedeciendo a las leyes y actitudes de cada país, y mantenerse atentos a la seguridad física de la Madre Patria y su pueblo "a donde debemos regresar si se nos ofrece la posibilidad".

### Mikaelian y Unión Juventud Armenia
La labor de Mikaelian recorriendo las colectividades armenias de Buenos Aires, San Pablo, Córdoba y Montevideo, dio como pronto resultado la conformación de los primeros grupos de jóvenes. Esto ameritó que el Diario Armenia en su edición del 26/2/41 anunciara que "más de 250 jóvenes, entre 15 y 25 años" se habían sumado a este movimiento juvenil. La nota continúa expresando que "Los pequeños núcleos crecieron día a día, provocando la admiración de los incrédulos. Estos adolescentes maravillosos, superando sus fronteras, sintieron la necesidad de fundir en un común denominador sus sueños y tendencias colectivas, dándole color y contenido, reclamando un congreso".
El proceso encabezado por Arsen Mikaelian condujo a la fundación de Unión Juventud Armenia, en el 1.º Congreso celebrado en Buenos Aires el 23 de enero de 1941, con representantes de las filiales locales (Palermo, Flores, Valentín Alsina),además de las de San Pablo, Córdoba y Montevideo. Mikaelian participan del mismo con voz consultiva.

### Mikaelian y el Diario Armenia
Simultáneamente a su labor como activista político entre la juventud armenia, Mikaelian asumió la dirección del Diario Armenia, que se edita hasta el día de hoy en la ciudad de Buenos Aires.
Bajo su conducción el diario pasó a editarse de dos a tres veces por semana, a partir del 10 de enero de 1941.

## Final
Tan solo un mes después del Congreso fundacional de Unión Juventud Armenia, Mikaelian sufrió una aguda pulmonía a causa de una lluvia estival.
Fue internado en el Sanatorio Lavalle el 24 de marzo de 1941, falleciendo el 8 de abril de 1941, a las 4.45.
Sus restos mortales, incinerados en el Cementerio de Chacarita, son despedidos en un funeral cívico el 12 de junio, en el salón "Armenia". 
Sus restos descansan en el diario Hairenik junto a otros miembros de la Federación Revolucionaria Armenia.
La muerte de Mikaelian provocó un fuerte impacto en las colectividades armenias de Sudamérica, pero su obra continúa viva en la institución que fundó y que hasta el día de hoy continúa su lucha guiada por los preceptos de su fundador.

## Fuente
Artículo basado en "UJA: medio siglo de vida en Sudamérica", investigación de Carlos L. Hassassian, publicado en la edición impresa del Diario Armenia, Buenos Aires, viernes 1 de marzo de 1991.